# Sedlnitzky von Choltitz

Wappen der Sedlnitzky (Odrowąż)

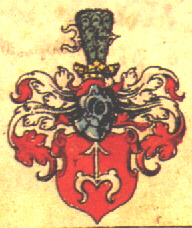
Wappen der Sedlnitzky in Siebmachers Wappenbuch 1605

Die Sedlnitzky (tschechisch Sedlnitzký z Choltic auch Sedlničtí z Choltic) sind ein mährisch-schlesisches Adelsgeschlecht, das vermutlich von den Beneschauern abstammt. Das Wappen der Sedlnitzky (vgl. Polnische Wappen), weißer Pfeil, nach oben gerichtet, einen Knebelbart durchstoßend, auf rotem Grund, sowie der Beiname Odrowąż, der von der Familie geführt wird, deuten auch auf eine Verbindung mit den polnischen Familien der Szlachta hin.

## Geschichte
Der Hauptsitz befand sich ursprünglich in Choltice im altböhmischen Chrudimer Kreis und wurde Anfang des 14. Jahrhunderts nach Mähren verlegt, wo Peter von Choltitz 1373 die Herrschaft Erb-Sedlnitz erwarb und dessen Nachkommen den Namenszusatz „von Sedlnitzky“ angenommen hatten. 1401 war auch Závěšice bei Neutitschein im Besitz eines Nikolaus von Choltitz. Wohl um diese Zeit verzweigte sich das Geschlecht. Als Herren von Troppau und Neutitschein hielten die Sedlnitzky einige Lehen des Bistums Olmütz, für das sie auch zahlreiche Ämter ausübten.
Am 8. September 1546 wurden die Sedlnitzky in den Herrenstand des Königreichs Böhmen aufgenommen. Nachfolgend bekleideten einige Familienmitglieder hohe Regierungs- und Verwaltungsämter. Anfang des 17. Jahrhunderts verschuldeten sie sich zusehends und verloren Großteile ihrer Ländereien. Der in Troppau und Neutitschein residierende Familienzweig erhielt am 16. September 1695 den Reichsgrafentitel. Der zweite Zweig, der Ländereien im Herzogtum Teschen besaß, wurde in den Freiherrenstand aufgenommen. Peter Sedlnitzky von Choltitz d. Ä. musste als einer der Anführer des Ständeaufstandes von 1618 Böhmen verlassen und starb 1622 im Exil im Herzogtum Jülich. Aus der Ehe seiner Tochter Anna mit Isaac de Perponcher entstand die Linie Perponcher-Sedlnitzky.
Die auf Wagstadt residierenden Sedlnitzky erhielten 1911 den Grafentitel. Als eines von 64 gräflichen Geschlechtern hatte es einen Sitz im Österreichischen Herrenhaus, das Oberhaus des Österreichischen Reichsrates. Die Familie Widmann-Sedlnitzky ist trotz des Namens eine eigenständige Adelsfamilie, die den Namen Sedlnitzky über die Heirat des Anton Frh. v. Widmann mit der Gräfin Leopoldine Sedlnitzky von Choltitz im Zuge der Erhebung in den erblichen Grafenstand als Namenszusatz „geerbt“ hat.
Marcelli Janecki verweist des Weiteren auf die Adoptivkinder des Johann Karl Graf Sedlnitzky von Choltitz hin, u. a. auf Karl Josef Johann (von) Choltitz, die vom preußischen König Wilhelm I. zu Baden-Baden 1861 nobilitiert wurden.
Nachkommen der Familie Sedlnitzky und der Familie Perponcher-Sedlnitzky leben noch heute u. a. in Deutschland und Österreich.

## Persönlichkeiten

### Sedlnitzky von Choltitz
- Albrecht Sedlnitzky von Choltitz (Albrecht Sedlnický z Choltic) war Landrichter und von 1596 bis 1606 Landeshauptmann des Herzogtums Troppau sowie 1599 Stellvertreter des Höchsten Kämmerers.
- Albrecht der Ältere von Sedlnitzky (Albrecht starší Sedlnický) († 1628) war Anhänger des radikalen Flügels beim Ständeaufstand in Mähren und enger Mitarbeiter des Ladislav Velen von Žerotín. Er gehörte dem Direktorium der Ständeregierung an und wurde zum Kämmerer des Königs Friedrich von der Pfalz ernannt. Daneben beteiligte er sich als Landeshauptmann des Olmützer Kreises am Ausverkauf des kaiserlichen Vermögens. 1620 vertrat er die mährischen Stände bei der Generalversammlung in Prag.
- Karl Christoph von Sedlnitzky auf Maidelberg (Karel Kryštof Sedlnický na Dívčím Hradě) (1576–1651) gehörte ebenfalls zum radikalen Flügel des Ständeaufstandes und zu den mährischen Direktoren und Defensoren. Er nahm an der Generalversammlung in Prag teil und war Mitglied in mehreren Kommissionen. Nach der Schlacht am Weißen Berge 1620 wurde sein Vermögen konfisziert. 1622 emigrierte er nach Pommern.
- Leopold von Sedlnitzky war Fürstbischof von Breslau. Dessen Bruder
- Josef von Sedlnitzky (Josef Václav Sedlnitzký) war Wiener Polizeipräsident.
- Wenzel von Sedlnitzky (Václav Sedlnický) besaß Wagstadt und wurde zum Landeshauptmann und Präsidenten des Landesgerichts ernannt.

### Perponcher-Sedlnitzky
- Willem Emmery de Perponcher-Sedlnitzky (1741–1819), niederländischer Politiker und Philosoph
- Hendrik George de Perponcher Sedlnitzki (1771–1856), niederländischer General; dessen Söhne:
  - Wilhelm von Perponcher-Sedlnitzky (1819–1893), preußischer Kammerherr und Diplomat
  - Friedrich von Perponcher-Sedlnitzky (1821–1909), preußischer Generalmajor
  - Ludwig von Perponcher-Sedlnitzky (* 1827), preußischer Vizeoberschlosshauptmann
  - dessen Bruder Willem Karel de Perponcher (1775–1857) diente seit 1796 im preußischen Regiment der Gardes du Corps
- Alexander von Perpondcher-Sedlnitzky Stadionsprecher der Dresden Monarchs[3]

## Besitzungen

### In Mähren
- Sedlnitz, Bezirk Neutitschein
- Dobroslawitz, Bezirk Troppau
- Geppersdorf
- Ostrau, Bezirk Mährisch Ostrau
- Maidelberg, Bezirk Freudenthal
- Wagstadt, Bezirk Neutitschein

### In Schlesien
- Gräflich Wiese bei Neustadt (Schloss Gräflich Wiese)
- Rydultau mit Bunczowietz und Pschow, im Powiat Wodzisławski
- Troplowitz (Opavice), bei Leobschütz, wo Karl von Sedlnitzky 1701 die Pfarrkirche der Hl. Dreifaltigkeit stiftete.

### In Bayern
- Schloss Ering Landkreis Rottal-Inn in Niederbayern (über zwei Generationen)
- Die dort Verstorbenen der Sedlnitzky von Choltitz wurden am Chorschluss der Wallfahrtskirche St. Anna beigesetzt.

### Sekundärliteratur
- Leopold Sedlnitzky von Choltitz: Selbstbiographie des Grafen Leopold Sedlnitzky von Choltitz, Fürstbischof von Breslau. Verlag Wilhelm Hertz (Bessersche Buchhandlung), Berlin 1872. Digitalisat
- Sławomir Brzezicki: Dehio-Handbuch der Kunstdenkmäler in Polen: Schlesien, Deutscher Kunstverlag, München/Berlin 2005, ISBN 3-422-03109-X.